# Dante Hannoun
Dante Hannoun (Delta, 2 agosto 1998) è un hockeista su ghiaccio canadese naturalizzato italiano, milita come attaccante nell'Hockey Club Prešov, squadra della Extraliga slovacca, e nella Nazionale italiana.

## Biografia
Hannoun proviene da una famiglia di hockeisti su ghiaccio: il fratello maggiore Demico è un ex giocatore, i cugini Alex e Nic Petan sono giocatori professionisti.

## Carriera

### Giovanili
Hannoun nacque a Delta nella Columbia Britannica da una famiglia, da parte di madre, di origini italiane.
Iniziò a farsi notare nelle giovanili dei North Shore Winter Club Hawks nella PCBHL, con i quali fu capitano, e nel 2013 con i Greater Vancouver Canadians nella BCEHL U18, per poi giocare una sola partita con i Vernon Vipers in BCHL, e infine essere selezionato dai Victoria Royals.
Con la squadra canadese disputò per cinque stagioni la WHL, vincendo poi da protagonista il campionato nella stagione 2018-2019 con la maglia dei Prince Albert Raiders. Fu sua, infatti, la rete decisiva all'overtime in finale contro i Vancouver Giants. Con 14 reti in 23 partite di playoff, venne premiato come miglior realizzatore della lega nel postseason.

### Club
Le sue prestazioni convincenti gli valsero il salto nell’hockey professionistico: dopo un camp estivo di scuola Boston Bruins, siglò un accordo con gli Atlanta Gladiators in ECHL.
Nonostante stesse viaggiando con un ottimo ruolino di marcia (19 punti in 24 partite), decise di trasferirsi oltreoceano trovando ingaggio all'HC Bolzano, squadra italiana militante nella lega sovranazionale EBEL.
Nel capoluogo altoatesino faticò a trovare spazio con continuità e per la stagione 2019-2020 approdò nella Alps Hockey League firmando un contratto annuale con i Vipiteno Broncos.
Le buone prestazioni gli valsero la chiamata da parte dell'HC Val Pusteria, club italiano neoiscritto alla ICE Hockey League, con i quali siglò un accordo annuale. Dopo un'annata convincente rinnovò il suo contratto con i Lupi pusteresi per la stagione 2022-2023, e poi nuovamente per un'ulteriore stagione.
Dopo tre stagioni a Brunico, è passato nell'Extraliga slovacca, nelle file dello Spišská Nová Ves.

### Nazionale
In possesso del passaporto italiano e maturate due stagioni consecutive in una squadra di club italiana, necessarie per vestire la maglia azzurra, Hannoun ricevette la prima convocazione con il Blue Team nell'aprile 2022, in vista di alcune partite amichevoli in preparazione ai Mondiali di Top Division di Helsinki. L'esordio avvenne il 23 aprile nel match vinto 2-1 contro l'Austria all'Intercable Arena di Brunico.
Il mese seguente disputò i Mondiali di Gruppo A in Finlandia, che si conclusero con la retrocessione degli Azzurri in Prima Divisione. Hannoun, nell'incontro inaugurale perso 5-2 contro la Svizzera, segnò la sua prima rete in una competizione iridata.
Nel 2023 prese parte ai Mondiali di Iª Divisione - Gruppo A di Nottingham.
L'anno successivo venne convocato per il raduno alla Sparkasse Arena, in vista di alcune partite amichevoli in preparazione ai Mondiali di Iª Divisione - Gruppo A di Bolzano. Tuttavia, dopo l'amichevole del 21 aprile 2024 vinta 4-0 contro la Corea del Sud, venne escluso dal roster definitivo.

## Palmarès

### Giovanili
- Western Hockey League: 1

Prince Albert Raiders: 2018-2019

### Individuale
- Maggior numero di reti nei playoff della WHL: 1

2018-2019 (14 reti)